# Division 2 2022
La Division 2 2022 è la 3ª edizione del campionato di football americano di terzo livello, organizzato dalla SAFF.

## Squadre partecipanti
| Club                 | Città      | Stadio | Sponsor ufficiale | Risultato nella stagione 2021 |
| -------------------- | ---------- | ------ | ----------------- | ----------------------------- |
| Carlstad Crusaders B | Karlstad   |        |                   |                               |
| Dalecarlia Rebels    | Borlänge   |        |                   |                               |
| Gefle Red Devils     | Gävle      |        |                   |                               |
| Jönköping Spartans   | Jönköping  |        |                   |                               |
| Lidköping Lakers     | Lidköping  |        |                   |                               |
| Vadstena Blackhawks  | Motala     |        |                   |                               |
| Upplands-Bro Broncos | Kungsängen |        |                   |                               |
| Västerås Roedeers    | Västerås   |        |                   |                               |

## Stagione regolare

### Calendario

#### 1ª giornata
| Gävle 23 aprile 2022, ore 13:00 | Gefle Red Devils | 13 – 6 referto | Västerås Roedeers | Nynäs IP |

| 23 aprile 2022 | Dalecarlia Rebels | 23 – 0 | Upplands-Bro Broncos |  |

| Jönköping 24 aprile 2022, ore 14:00 | Jönköping Spartans | - – - () referto | Vadstena Blackhawks | Rosenlund IP Plan 2 |

| Karlstad 24 aprile 2022, ore 15:00 | Carlstad Crusaders B | 12 – 6 referto | Lidköping Lakers | Sannafältet Sportcenter |

#### 2ª giornata
| Västerås 7 maggio 2022, ore 16:00 | Västerås Roedeers | 46 – 22 referto | Upplands-Bro Broncos | Arosvallen |

| 8 maggio 2022 | Dalecarlia Rebels | 12 – 18 | Gefle Red Devils |  |

| Råssnäs 8 maggio 2022, ore 13:00 | Vadstena Blackhawks | 0 – 1 (a tavolino) referto | Carlstad Crusaders |  |

| Borås 8 maggio 2022, ore 15:00 | Lidköping Lakers | 1 – 0 (a tavolino) referto | Jönköping Spartans | Sjöbovallen |

#### 3ª giornata
| Karlstad 11 giugno 2022, ore 14:00 | Carlstad Crusaders B | 1 – 0 (a tavolino) referto | Jönköping Spartans | Sannafältet Sportcenter |

| Västerås 11 giugno 2022, ore 15:00 | Västerås Roedeers | 34 – 25 referto | Dalecarlia Rebels | Arosvallen |

| 11 giugno 2022 | Lidköping Lakers | 1 – 0 (a tavolino) | Vadstena Blackhawks |  |

| 12 giugno 2022 | Upplands-Bro Broncos | 26 – 0 | Gefle Red Devils |  |

#### 4ª giornata
| 12 agosto 2022 | Gefle Red Devils | 14 – 7 | Dalecarlia Rebels |  |

| 12 agosto 2022 | Vadstena Blackhawks | 0 – 1 (a tavolino) | Lidköping Lakers |  |

| Kungsängen 13 agosto 2022, ore 13:00 | Upplands-Bro Broncos | 42 – 0 referto | Västerås Roedeers | Kungsängens IP |

| Karlstad 14 agosto 2022, ore 13:00 | Carlstad Crusaders B | 1 – 0 (a tavolino) referto | Vadstena Blackhawks | Sannafältet Sportcenter |

#### 5ª giornata
| 20 agosto 2022 | Gefle Red Devils | 6 – 32 | Upplands-Bro Broncos |  |

| Jönköping 21 agosto 2022, ore 14:00 | Jönköping Spartans | 0 – 1 (a tavolino) referto | Carlstad Crusaders B | Rosenlund IP |

#### 6ª giornata
| Karlstad 27 agosto 2022, ore 10:30 | Lidköping Lakers | 20 – 44 referto | Carlstad Crusaders B | Sannafältets Konstgräsplan |

| Västerås 27 agosto 2022, ore 16:00 | Västerås Roedeers | 25 – 14 referto | Gefle Red Devils | Arosvallen (120 spett.) |

| 27 agosto 2022 | Upplands-Bro Broncos | 28 – 6 | Dalecarlia Rebels |  |

#### 7ª giornata
| Falun 4 settembre 2022, ore 17:00 | Dalecarlia Rebels | 19 – 8 referto | Västerås Roedeers | Dalavallen |

#### 8ª giornata
| 24 settembre 2022 | Jönköping Spartans | 0 – 1 (a tavolino) | Lidköping Lakers |  |

### Classifiche
Le classifiche della regular season sono le seguenti:
- PCT = percentuale di vittorie, G = partite giocate, V = partite vinte,  P = partite perse, PF = punti fatti, PS = punti subiti

#### Norra
| Pos. | Squadra              | PCT  | G | V | N | P | PF  | PS  |
| ---- | -------------------- | ---- | - | - | - | - | --- | --- |
| 1    | Upplands-Bro Broncos | .667 | 6 | 4 | 0 | 2 | 150 | 81  |
| 2    | Västerås Roedeers    | .500 | 6 | 3 | 0 | 3 | 119 | 135 |
| 3    | Gefle Red Devils     | .500 | 6 | 3 | 0 | 3 | 65  | 108 |
| 4    | Dalecarlia Rebels    | .333 | 6 | 2 | 0 | 4 | 92  | 102 |

#### Södra
| Pos. | Squadra              | PCT   | G | V | N | P | PF | PS |
| ---- | -------------------- | ----- | - | - | - | - | -- | -- |
| 1    | Carlstad Crusaders B | 1.000 | 6 | 6 | 0 | 0 | 60 | 26 |
| 2    | Lidköping Lakers     | .750  | 6 | 4 | 0 | 2 | 30 | 56 |
| -    | Vadstena Blackhawks  | -     | 4 | 0 | 0 | 4 | 0  | 4  |
| -    | Jönköping Spartans   | -     | 4 | 0 | 0 | 4 | 0  | 4  |

## Playoff
| Karlstad 10 settembre 2022, ore 11:30 | Carlstad Crusaders B | 14 – 0 referto | Västerås Roedeers | Sannafältets Konstgräsplan |

| 10 settembre 2022 | Upplands-Bro Broncos | 52 – 0 | Lidköping Lakers |  |

## Verdetti
- Carlstad Crusaders B e  Upplands-Bro Broncos Campioni della Division 2 2022